# Mohammed bin Salman Al Khalifa
Mohammed bin Salman Al Khalifa (11 novembre 1991) è uno sceicco bahreinita.

## Biografia

### Istruzione
Lo sceicco Mohammed è nato nel 1991 da Salman e Hala bint D'aij Al Khalifa.
Studiò all'American School del Bahrein, alla Reale accademia militare di Sandhurst e al King's College London, dove si laureò nel 2015.

### Attività e matrimonio
Nel 2010 ricevette il grado di secondo tenente della Bahrain Defence Force. Fu promosso al grado di tenente e, nel 2017, di capitano.
È presidente onorario del Gunners United Team dal 2014. Il 22 marzo 2017 contrasse matrimonio a Riffa.

## Discendenza
Mohammed bin Salman Al Khalifa ha un figlio e una figlia:
- Sceicco Ahmad (3 agosto 2018);
- Sceicca Basma (13 aprile 2020).

## Titoli e trattamento
- 11 novembre 1991 - attuale: Sua Altezza, lo sceicco Mohammed bin Salman Al Khalifa

## Ascendenza
|                                |     |                                 | Genitori                                |  |  | Nonni |  |  | Bisnonni                  |  |  | Trisnonni                   |  |
|                                |     |                                 |                                         |  |  |       |  |  | Isa bin Salman Al Khalifa |  |  | Salman ibn Hamad Al Khalifa |  |
|                                |     |                                 |                                         |  |  |       |  |  | Isa bin Salman Al Khalifa |  |  | Salman ibn Hamad Al Khalifa |  |
|                                |     | Mouza bint Hamad Al Khalifa     |                                         |  |  |       |  |  | Isa bin Salman Al Khalifa |  |  |                             |  |
| Hamad bin Isa Al Khalifa       |     |                                 |                                         |  |  |       |  |  | Isa bin Salman Al Khalifa |  |  |                             |  |
|                                |     | Hessa bint Salman Al Khalifa    | Salman bin Ibrahim Al Khalifa           |  |  |       |  |  |                           |  |  |                             |  |
|                                |     | Hessa bint Salman Al Khalifa    | Salman bin Ibrahim Al Khalifa           |  |  |       |  |  |                           |  |  |                             |  |
|                                |     | Hessa bint Salman Al Khalifa    | ...                                     |  |  |       |  |  |                           |  |  |                             |  |
| Salman bin Hamad Al Khalifa    |     | Hessa bint Salman Al Khalifa    |                                         |  |  |       |  |  |                           |  |  |                             |  |
|                                |     | Ibrahim bin Muhammad Al Khalifa | Muhammad bin Isa Al Khalifa Al Haj      |  |  |       |  |  |                           |  |  |                             |  |
|                                |     | Ibrahim bin Muhammad Al Khalifa | Muhammad bin Isa Al Khalifa Al Haj      |  |  |       |  |  |                           |  |  |                             |  |
|                                |     | Ibrahim bin Muhammad Al Khalifa | Aisha bint Ali Al Zayed                 |  |  |       |  |  |                           |  |  |                             |  |
| Sabika bint Ibrahim Al Khalifa |     | Ibrahim bin Muhammad Al Khalifa |                                         |  |  |       |  |  |                           |  |  |                             |  |
|                                |     | Fatima bint Salman Al Khalifa   | Salman ibn Hamad Al Khalifa             |  |  |       |  |  |                           |  |  |                             |  |
|                                |     | Fatima bint Salman Al Khalifa   | Salman ibn Hamad Al Khalifa             |  |  |       |  |  |                           |  |  |                             |  |
|                                |     | Fatima bint Salman Al Khalifa   | Nayla bint Khalifa bin Ahmed Al Khalifa |  |  |       |  |  |                           |  |  |                             |  |
| Mohammed bin Salman Al Khalifa |     | Fatima bint Salman Al Khalifa   |                                         |  |  |       |  |  |                           |  |  |                             |  |
|                                | ... | ...                             |                                         |  |  |       |  |  |                           |  |  |                             |  |
|                                | ... | ...                             |                                         |  |  |       |  |  |                           |  |  |                             |  |
|                                | ... | ...                             |                                         |  |  |       |  |  |                           |  |  |                             |  |
| Duaij bin Khalifa Al Khalifa   | ... |                                 |                                         |  |  |       |  |  |                           |  |  |                             |  |
|                                |     | ...                             | ...                                     |  |  |       |  |  |                           |  |  |                             |  |
|                                |     | ...                             | ...                                     |  |  |       |  |  |                           |  |  |                             |  |
|                                |     | ...                             | ...                                     |  |  |       |  |  |                           |  |  |                             |  |
| Hala bint D'aij Al Khalifa     |     | ...                             |                                         |  |  |       |  |  |                           |  |  |                             |  |
|                                |     | ...                             | ...                                     |  |  |       |  |  |                           |  |  |                             |  |
|                                |     | ...                             | ...                                     |  |  |       |  |  |                           |  |  |                             |  |
|                                |     | ...                             | ...                                     |  |  |       |  |  |                           |  |  |                             |  |
| Aisha Al Khalifa               |     | ...                             |                                         |  |  |       |  |  |                           |  |  |                             |  |
|                                |     | ...                             | ...                                     |  |  |       |  |  |                           |  |  |                             |  |
|                                |     | ...                             | ...                                     |  |  |       |  |  |                           |  |  |                             |  |
|                                |     | ...                             | ...                                     |  |  |       |  |  |                           |  |  |                             |  |
|                                |     | ...                             |                                         |  |  |       |  |  |                           |  |  |                             |  |